# Alfio Fallica
Alfio Fallica (Paternò, 18 aprile 1898 – Catania, 15 luglio 1971) è stato un architetto e scultore italiano.

## Biografia
Di umili origini, Fallica lasciò molto giovane la Sicilia per trasferirsi a Roma dove frequentò la Scuola Superiore di Architettura. Nella capitale si dedicò al dipinto e alla scultura.
Nel corso degli anni venti prese parte a diverse esposizioni, la prima nel 1925 alla II Biennale di Roma. Partecipò inoltre alla III Esposizione internazionale dì Monza e alla II Esposizione del Werkbund di Stoccarda (1927), ed alla I Esposizione italiana di architettura razionale di Roma (1928).
Nel 1927, inoltre, vinse a Roma il primo premio al concorso per il monumento alla guardia di finanza. Laureatosi in architettura nel 1931, visse tra Roma e Catania, dove l'anno successivo si sposò con una donna dell'alta borghesia cittadina, dalla quale ebbe tre figli.
Come architetto si dedicò all'architettura civile, all'arredamento, alla scultura, alla pittura e all'incisione. Il suo stile fu prevalentemente Art déco, barocco e neoclassico.
A Fallica si deve la progettazione di numerosi palazzi nella Catania del dopoguerra, ma anche di diverse chiese in tutta la provincia etnea. Nella sua città natale, Paternò, progettò nel 1960 l'edificio che sei anni più tardi ospitò la sede dell'Ospedale Santissimo Salvatore.